# Трейси, Ли
Ли Трейси (англ. Lee Tracy, 14 апреля 1898 — 18 октября 1968) — американский актёр.

## Биография
Родился в Атланте, штат Джорджия. После окончания Западной военной академии в 1918 году он изучал электротехнику в Юнион-Колледже, а затем служил лейтенантом в годы Первой мировой войны. В начале 1920-х годов дебютировал в качестве актёра на Бродвее, добившись там определённых успехов. В 1929 году Трейси переехал в Голливуд, где в том же году дебютировал на большом экране. С началом Второй мировой войны он вновь отправился на фронт, а после её окончания стал много работать на телевидении. 
Последний раз на киноэкранах он появился в 1964 году в фильме «Самый достойный», роль в котором принесла ему номинации на премии «Оскар» и «Золотой глобус». Ли Трейси умер в Санта-Монике, Калифорния, от рака печени 18 октября 1968 года в возрасте 70 лет. Его вклад в киноиндустрию США отмечен звездой на Голливудской аллее славы.